# Jimmy Recca
Jimmy Recca est un bassiste de rock américain connu pour avoir fait partie de The Stooges.

## Biographie
Jimmy Recca, né en 1953, est un musicien américain connu comme le bassiste de The Stooges à partir du début 1971 jusqu'à leur première séparation, le 9 juillet 1971. Recca est aussi membre de The New Order fondé par Ron Asheton en 1975 après l'implosion des Stooges. Le groupe comprend également le batteur des MC5 Dennis Thompson, le pianiste Scott Thurston présent sur Metallic K.O. et divers autres musiciens de Détroit. 
Il poursuit une carrière musicale discrète, montant notamment The Limit en 2021 avec Bobby Liebling du groupe de doom Pentagram.

## Discographie
- 1977 : The New Order – The New Order
- 2009 : The Stooges – You Don't Want My Name... You Want My Action (en)
- 2021 : The Limit – Caveman Logic